# 稲田神社 (奥出雲町)
稲田神社（いなだじんじゃ）は、島根県仁多郡奥出雲町にある神社。旧社格は郷社。

## 祭神
主祭神
- 奇稲田姫命 （くしいなだひめのみこと）

配祀神
- 大國主命（おおくにぬしのみこと）
- 素盞鳴尊（すさのおみこと）
- 大山祗命（おおやまづみのみこと）

## 歴史
創立年代および由緒は不詳であるが、古事記や日本書紀には御祭神名が記載され、しかも「大蛇退治神話」の舞台であったところからすると、由緒深い古社といえる。古の人々が現在の笹宮（笹の宮）のあたりに小さな祠を建てたのが始まりと言われている。棟札に記された最古の年号は元禄15年（1702年）境内は約700坪ある。
現在の社殿は1938年（昭和13年）に九州小倉の石炭王・小林徳一郎（1870年-1956年）翁が寄進したもの。事業で大成功をなした翁が、故郷に貢献する社会事業として、拝殿、社殿、社務所を建立した。当地の代官の家であった安部家の別家土居家より明治40年に買い取った山林と小作米が百俵あがる田畑を神社の基本財産として、また参道の新設、本殿向拝、社務所など、寄贈額は現在の価値で150億円以上ともされている。なお社殿は町の文化財に指定されている。また、翁は出雲大社の大鳥居も寄進しており、当社と出雲大社の関係も深い。当社の宮司は出雲大社の千家宮司が代々勤めている。
1944年（昭和19年）には、旧郷社が社格として認定され、千家家と小林徳一郎の深い縁により「此神社永久社司千家國造家」と棟札に墨書されている。

## 境内
近くには稲田姫の産湯として伝えられている「産湯の池」があるが、そのほとりには千家宮司による揮毫による石碑がある。また、臍（へそ）の緒を竹で切ったと伝えられる「笹の宮」がある。
ヤマタノオロチ神話を巡る名所の一つで、同神話、すなわち日本神話全体を見渡してもヒロインの一人であるクシナダの出身地として、良縁・縁結びのパワースポットになっている。なお、近くには、クシナダの両親である足名椎神・手名椎神の屋敷跡「長者邸」や、スサノヲとクシナダが結婚して住まいした地とされる伊賀武神社がある。

## 祭事
- 春季大祭 （4月26日）
- 秋季大祭 （10月26日）

## 現地情報
所在地
- 島根県仁多郡奥出雲町稲原2128-1[2]

交通アクセス
- 西日本旅客鉄道（JR西日本）木次線 出雲横田駅下車後、徒歩約15分